# Pietro Perugino
Pietro di Cristoforo Vanucci, llamado El Perugino (Città della Pieve, h. 1448-Fontignano, febrero o marzo de 1523), fue un pintor cuatrocentista italiano, en transición hacia el Alto Renacimiento. El apodo de Il Perugino («el Perusino») proviene de su natal Perugia (en español, Perusa). Sus dos influencias fundamentales fueron Piero della Francesca y el Verrocchio, aunque filtrados por los modos suaves de la pintura umbra, de cuya escuela fue líder. Fue titular de dos activísimos talleres contemporáneos, uno en Florencia y otro en Perugia. Su fama se vio oscurecida por la de su alumno más prestigioso, Rafael.

## Biografía

### Formación
Nació con el nombre de Pietro Vannucci en Città della Pieve, Umbría, hijo de Cristoforo Vannucci. Contrariamente a lo que afirma Vasari, la familia Vannucci era una de las más importantes y ricas del Castel della Pieve. La fecha de nacimiento es desconocida y, a través de las menciones que hacen Vasari y Giovanni Santi de la edad de su muerte, se hace oscilar entre el 1445 y el 1452.
No se conoce ninguna producción juvenil en su ciudad de origen. Su formación, después de un primer contacto con la realidad artística perusina, procede, según lo que escribe Giorgio Vasari, con el estudio de las grandes obras de Piero della Francesca como el Políptico de San Antonio (1459-1468) que estaban diseminadas en Umbría, las Marcas y la Toscana, asumiendo su luz y monumentalidad características, integrando la arquitectura rigurosa y los personajes. De Piero della Francesca tomó Vannucci la armonía entre la superficie y el volumen del cuadro. Perugia era en aquella época una vital ciudad artística, en donde trabajaron, además de Piero, Domenico Veneziano, Beato Angelico y Benozzo Gozzoli. Con estos ejemplos los pintores locales, entre los cuales destacaba Benedetto Bonfigli, desarrollaron una pintura luminosa y ornamentada, con una narración fluida.
Las primeras experiencias artísticas umbras de Pietro Vannucci se apoyan probablemente en talleres locales como las de Bartolomeo Caporali y Fiorenzo di Lorenzo, y el entorno del taller del mencionado Benedetto Bonfligli.
Pietro tuvo una primera estancia en Florencia cuya fecha no está fijada con seguridad; algunos lo sitúan en el año 1470, otros retrasan la fecha hasta el año 1479. Un documento lo sitúa de regreso a Città della Pieve para pagar la tasa de vino tras la muerte del padre. Pronto debió regresar a Florencia, donde, según el testimonio de Vasari, trabajó en el centro más importante de formación de jóvenes talentos existente entonces, el taller de Andrea Verrocchio, donde se practicaba la pintura, la escultura y la orfebrería. Allí trabajó codo con codo con jóvenes talentos como los de Leonardo da Vinci, Domenico Ghirlandaio, Lorenzo di Credi, Filippino Lippi y, sobre todo el poco más que coetáneo Botticelli, que el Anónimo Magliabechiano (hacia 1540) citó, quizá con demasiado énfasis, como directo maestro de Perugino. La formación artística en Florencia se basaba entonces sobre todo en la práctica del dibujo del natural, considerado una actividad fundamental de cualquier práctica artística, lo que llevaba a profundos estudios anatómicos, a menudo con el estudio directo de cadáveres diseccionados. Por la asidua atención a los aspectos gráficos, la escuela florentina de la época estaba muy atenta a la línea de los contornos, que venía ligeramente marcada, como en las obras de los hermanos Pollaiolo o del mismo Verrocchio. Allí el joven pintor se familiarizó con los nuevos planteamientos sobre el tratamiento del cuerpo y el espacio; Verrocchio le aportó naturalismo y los modos lineales.
Para el año 1472 había concluido su aprendizaje, que en los estatutos de las artes de la época estaba fijado en no menos de nueve años, por lo que el Perugino se inscribió en la Compagnia di San Luca en Florencia con el título de «dipintore», por lo tanto ya podía trabajar de manera autónoma.

### Primeras obras
El Perugino fue uno de los primeros que utilizó en Italia la pintura al óleo. La primera actividad del Perugino se ha reconstruido solo a base de comparaciones estilísticas. Se consideran como primeras obras aquellas en las que es más fuerte la búsqueda de expresión a través del dibujo lineal, de clara ascendencia florentina, mientras poco a poco se van situando en años posteriores aquellas obras donde se comienza a manifestar una transición hacia el estilo «moderno», basado en una mayor pureza formal, con atención a la armonía compositiva y un uso más mórbido y difuminado de los colores, que se afirmó después en la Roma de Julio II y de León X. Es de hecho a Perugino a quien se atribuye este logro, recogido y desarrollado por los grandes maestros posteriores que vivieron a caballo entre los siglos XV y XVI.
Una primerísima obra es la Virgen con Niño (Madonna Gambier Parry) del Courtauld Institute of Art de Londres, donde se evidencia las influencias de su primera producción: importación frontal y atenta al volumen derivada de Piero della Francesca, simplicidad de la decoración, claroscuro neto al estilo de Verrocchio; la técnica y la tipología del rostro de la Virgen se demuestra una influencia flamenca, mientras se encuentran ya los elementos que se convertirían en típicos de su arte, como el ritmo con cadencia de la pose y los gestos y el sentido melancólico que invade todo el cuadro.

### San Bernardino

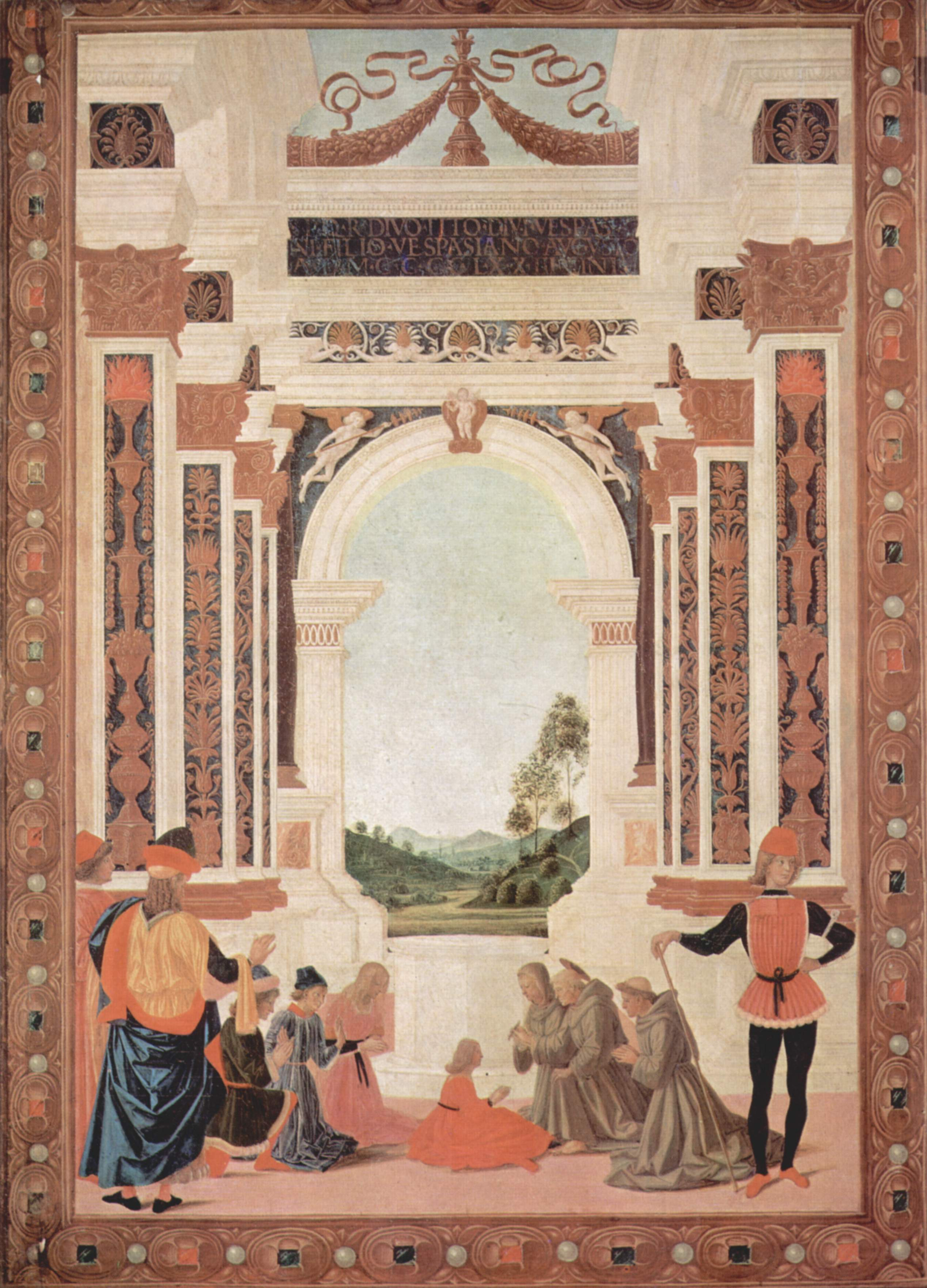
San Bernardino cura de una úlcera a la hija de Giovanni Petrazio da Rieti, 1473, temple sobre tabla, 76x56,5 cm, Galería Nacional de Umbría, Perugia.

Perugino regresó de Florencia a Perugia, donde su formación florentina se muestra en obras de juventud como las Escenas de la vida de San Bernardino, que le encargaron en el año 1473 los franciscanos de Perugia, muy empeñados en difundir el culto a san Bernardino de Siena (canonizado en el año 1450). Se pintaron ocho tablillas, hoy dispersas, en las que intervinieron varios artistas, reconociéndose la intervención de Perugino las dos tablillas de mejor calidad: la del Milagro del niño nacido muerto y, sobre todo, la de San Bernardino sana a una muchacha. En ella la arquitectura monumental y decorada prevalece sobre las pequeñas figuras humanas, y predomina una luz tersa y nitidísima que procede de Piero della Francesca, con influencia de la escuela de Umbría.
En el año 1478 siguió trabajando en Umbría, pintando los frescos de la capilla de la Magdalena en la iglesia de Santa María Assunta, iglesia parroquial de Cerqueto, en los alrededores de Perugia, donde quedan solo fragmentos. La obra, por cuanto en una realidad provincial, testimonia su creciente notoriedad, con encargos de notable complejidad decorativa. Queda un fragmento de San Sebastián entre los santos Roque y Pedro, el primer ejemplo conocido del santo traspasado por las flechas que se convierte en uno de los temas más apreciados de su producción, que pintó tanto en frescos como al óleo; se trata de un tema que permitía representar un desnudo masculino, joven y bello, con una excusa religiosa. La obra sirvió de modelo para numerosas réplicas para la devoción privada, pudiendo citarse entre los más conocidos los de Estocolmo y San Petersburgo. En el San Sebastián del Museo Nacional de Estocolmo puede apreciarse un paisaje nórdico típicamente umbro (h. 1490); el San Sebastián del Ermitage (h. 1495) resulta atípico en la medida en que solo hay una flecha, en la que además aparecen unas palabras en latín: PETRUS PERUSINUS PINXIT («Pietro Perugino ha pintado»).
También de esta época son varias Vírgenes o Madonnas que se encuentran diseminadas en numerosos museos europeos. Muchas de ellas habían sido atribuidas durante largo tiempo al Verrocchio. En todas ellas se van a mezclar las influencias recibidas de sus dos maestros, Piero della Francesca y el Verrocchio.

### En Roma

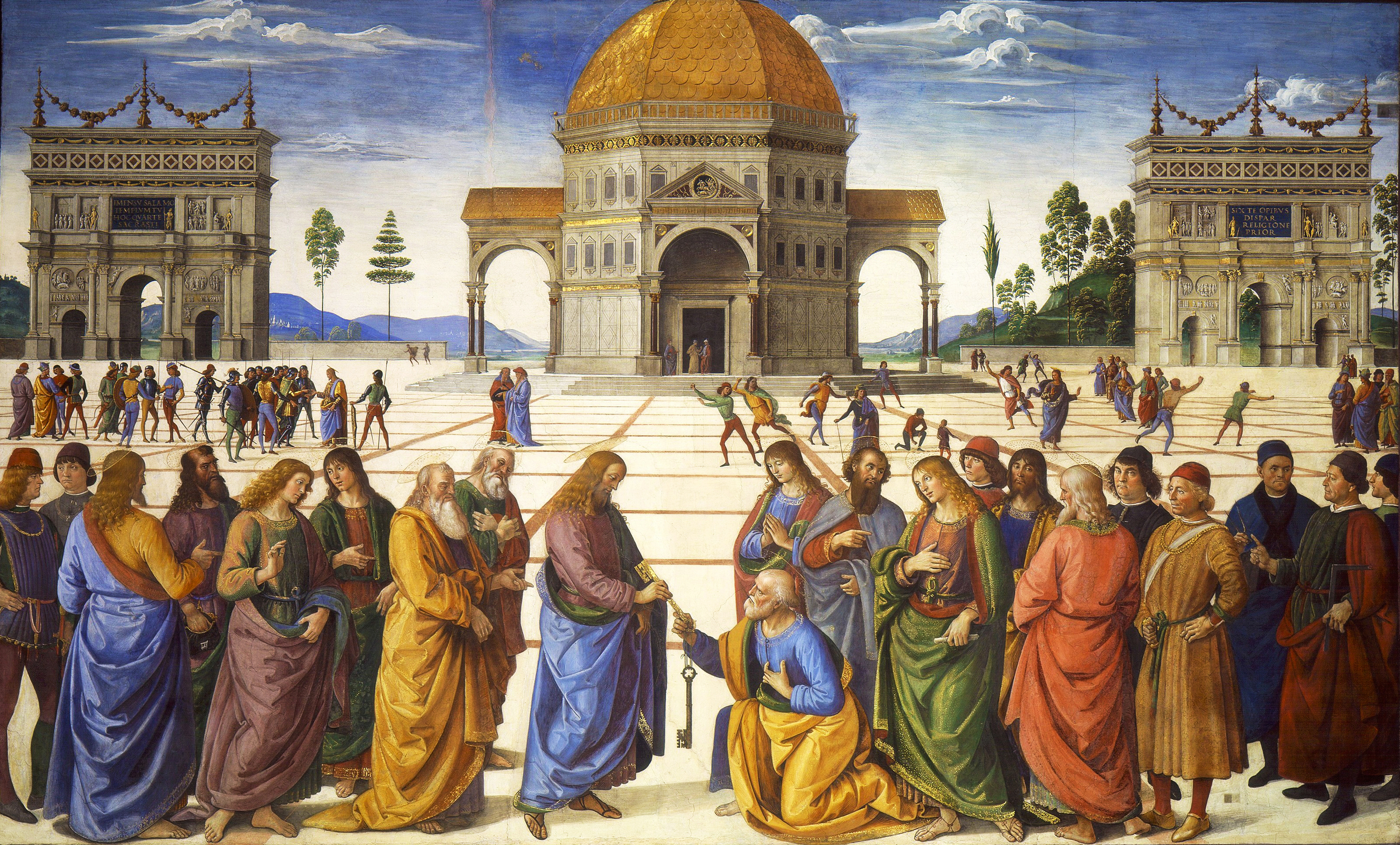
Entrega de las llaves a San Pedro, h. 1482, fresco, 335 x 550 cm, Capilla Sixtina, Ciudad del Vaticano.

Como había alcanzado una fama notable, alrededor del año 1479, Sixto IV lo llamó a Roma, donde pintó el ábside de la capilla de la Concepción, en el coro de la Basílica vaticana; esta obra quedó destruida en el año 1609 cuando se emprendió la reconstrucción de la basílica. De los documentos del archivo se sabe que el ciclo representaba la Virgen con el Niño en una mandorla, rodeada por los santos Pedro, Pablo (en el acto de presentarle al papa Sixto), Francisco y Antonio de Padua.
Tuvo tal éxito que el papa le encargó poco después que decorase los muros de la Capilla Sixtina. Se reunieron, a partir del verano del año 1481, un grupo de los mejores pintores florentinos entre los que estaban Botticelli, Ghirlandaio y Cosimo Rosselli, con sus respectivos colaboradores. Se trataba de una obra de conjunto en la que los pintores tenían que respetar unas convenciones comunes de manera que el resultado fuera homogéneo: una común escala de dimensiones, una misma estructura rítmica, idéntica representación paisajística, una sola gama cromática y acabados en oro de manera que la pintura resplandeciera a la luz de las antorchas y las velas. De su intervención se conservan Retratos de papas, Vuelta de Moisés a Egipto y circuncisión de Eliezer (a menudo atribuida a Luca Signorelli), el Bautismo de Cristo (la única obra firmada de toda la capilla) y, en 1481-82, la celebérrima Entrega de las llaves a San Pedro, posiblemente la obra más conocida del Perugino y una de las obras maestras de la pared norte de la Sixtina. En el centro de la composición se encuentra Jesucristo entregando las llaves a un san Pedro arrodillado; a ambos lados se distribuyen los apóstoles y otros personajes. En segundo plano están representados los episodios del pago del tributo, a la izquierda y a la derecha de la intentada lapidación de Cristo, a lo que se refiere la inscripción superior: CONTURBATIO IESU CHRISTI LEGISLATORIS.

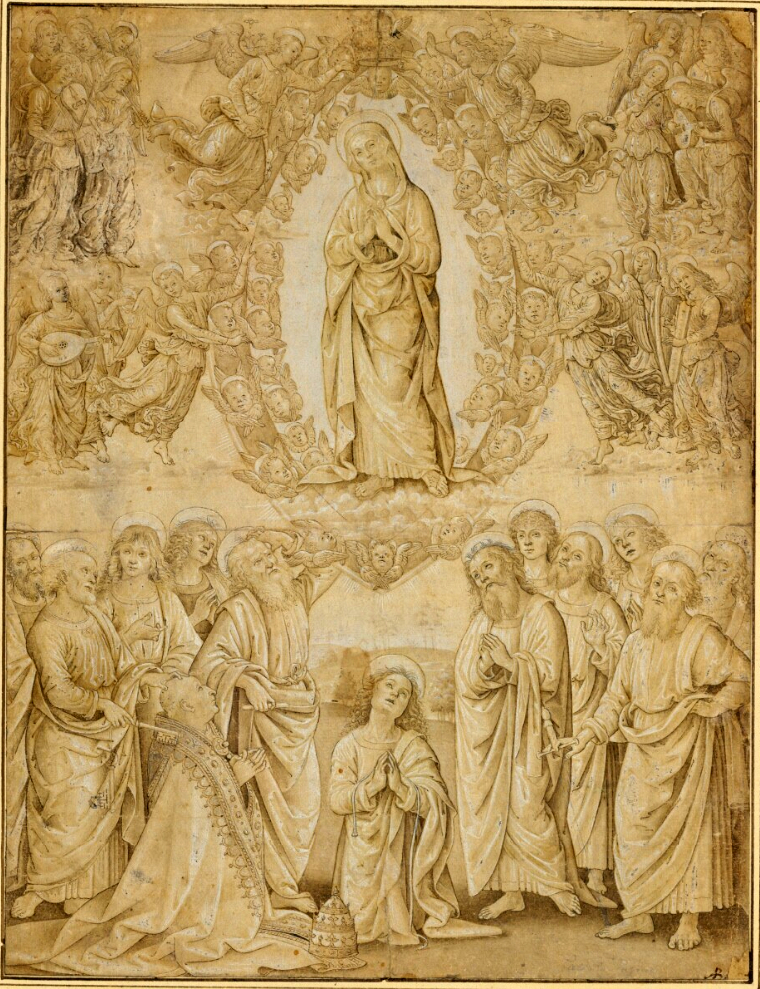
La pérdida Asunción de María de la Sixtina, en un dibujo del Pinturicchio.

Se cree reconocer en el personaje a la derecha en primer plano y con el gorro negro el autorretrato del Perugino. El fondo está compuesto por un aparato escenográfico de gran impacto, donde nada es casual sino sujeto a un perfecto control intelectual. Allí se descubre la pasión por la representación de los detalles arquitectónicos, ya presente en la Vida de San Bernardino, con dos arcos triunfales, evidente homenaje al Arco de Constantino, y con un templete en el medio, trasposición ideal del Templo de Jerusalén.
Perugino, que tenía como colaborador a Pinturicchio, era uno de los más jóvenes del grupo pero obtuvo pronto una posición preeminente en el grupo de trabajo, asumiendo la dirección. Esto demuestra el favor que iba encontrando su arte hecha de una innovadora interpretación del clasicismo, mostrando la influencia de Piero della Francesca en la aplicación de la perspectiva y en lo solemne de la composición, frente a la concepción puramente dibujística de Botticelli o de la estructura sólida y robusta de Ghirlandaio.
En la zona derecha del altar pintó un retablo fingido, con el tema de la Asunción y el papa arrodillado como comitente, obra más tarde destruida para hacer hueco al Juicio Final de Miguel Ángel junto con otros dos recuadros sobre la misma parte, dedicadas al Nacimiento y hallazgo de Moisés y al Nacimiento de Cristo. La Asunción se conoce por un dibujo de un alumno del Pinturicchio, que muestra el prototipo de aquel modo de dividir el espacio en dos planos paralelos casi sin comunicarse, uno superior y otro inferior, que fue ampliamente replicado por el artista en obras posteriores como el Políptico Albani Torlonia (1491) o el Retablo de Vallombrosa (1500).

### El apogeo
Después de realizar los frescos en la Capilla Sixtina, el Perugino volvió a Florencia, donde trabajó principalmente entre 1486 y 1499 aunque en este período hizo un viaje a Roma y varios a Perugia. Raramente disponía de ayuda fija, sino que prefería reclutar directamente en los lugares donde viajaba, permitiendo que su estilo se acomodase de vez en cuando al contexto local. Superadas las asperezas verrocchiescas de las primeras obras, la luz se vuelve en este período siempre más difusa, y los paisajes abandonan la aspereza en favor de dulces colinas onduladas, sin tiempo ni lugar. Sus composiciones solemnes obtuvieron gran éxito, en cuanto respondían en el modo más adecuado a las prácticas de visualización interior de los manuales de oración, muy difundidos a finales del siglo XV. Reclamaban como apoyo imágenes con figuras y lugares precisos en la escena sacra que visualizaba internamente; esto llevó a Perugino a construir figuras con expresiones indefinidas insertas en los fondos paisajísticos genéricos, resultado acentuado por el uso de una gama cromática rica pero difusa. Los personajes que creaba de fantasía tienen una elegancia refinada y una mórbida dulzura pictórica.

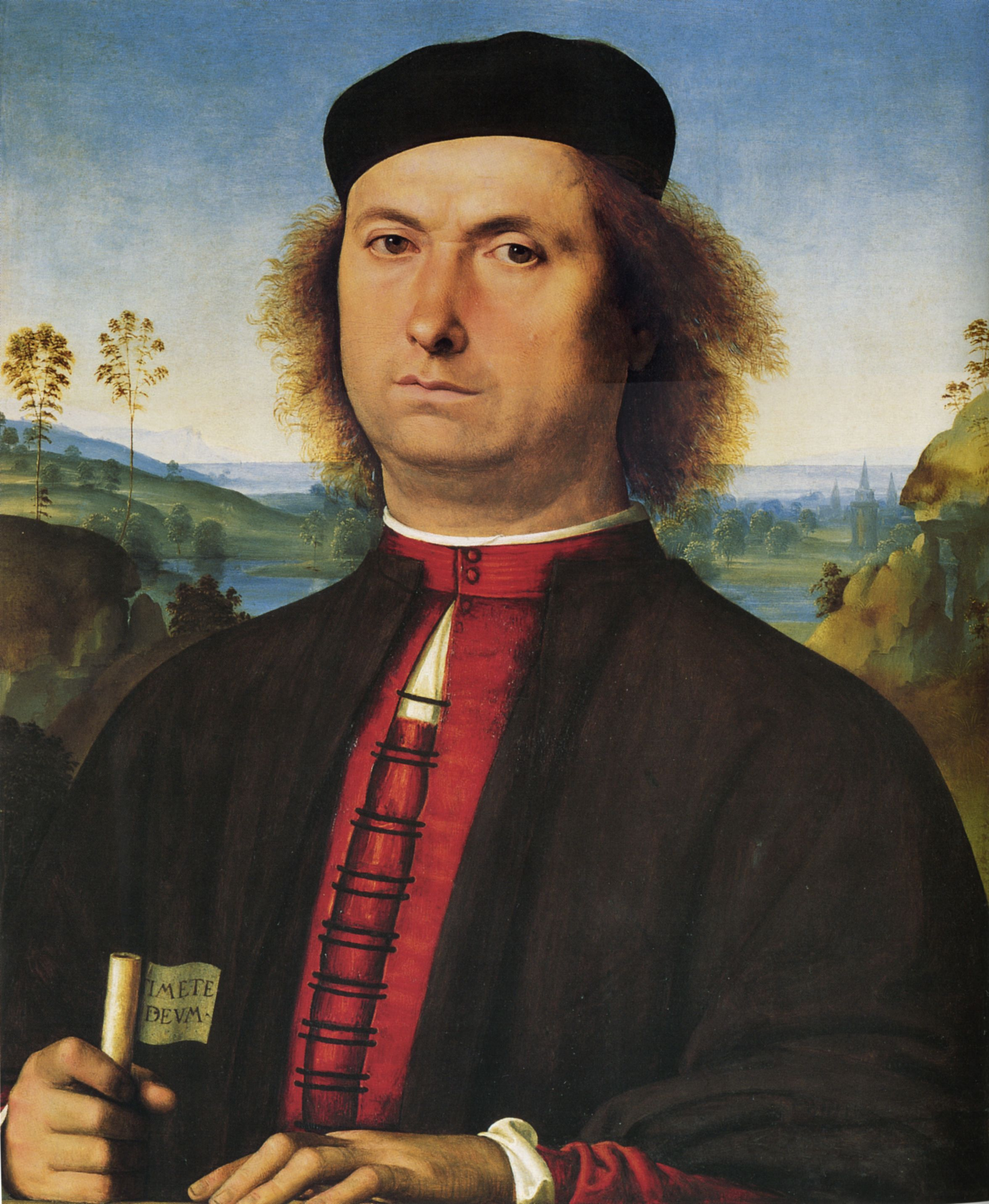
Retrato de Francesco delle Opere, 1494, temple sobre madera, 52x44 cm, Galería de los Uffizi, Florencia.

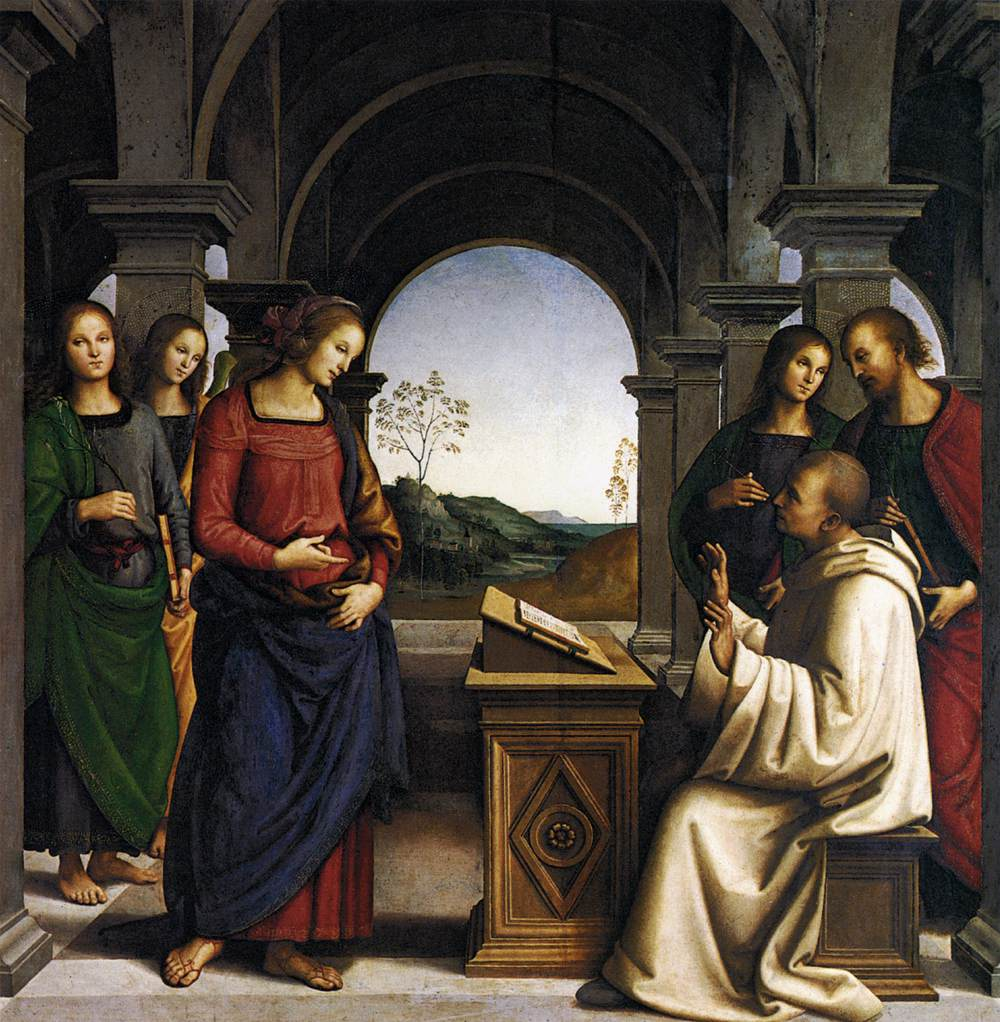
La visión de San Bernardo, h. 1489-1494, temple sobre madera, 173 x 170 cm, Alte Pinakothek, Múnich.

De esta época son sus mejores retratos, en los que demostraba un espíritu agudo de observación analítica, capaz de indagar incluso la psicología. Su habilidad como retratista se pone en evidencia en los retratos de Fra Baldassarre y de Don Biagio Milanesi, procedentes del convento de Vallombrosa y en el de Francesco delle Opere de 1494 (está firmada y fechada en el reverso), obra maestra del Perugino, en el que la figura tiene al fondo un paisaje minucioso en los detalles que demuestra influjo flamenco. La influencia en los retratos de Rafael es evidente.
Un viaje a Venecia en el año 1494 le permitió admirar el apogeo de la escuela local con las obras de Vittore Carpaccio y Giovanni Bellini, que influyeron en su producción posterior.

#### Florencia
Su taller de Florencia recibió gran número de encargos. Su obra adquiere una mayor madurez, con amplias composiciones insertadas en grandes espacios abiertos.
En el año 1483 participó en el más ambicioso programa decorativo preparado por Lorenzo el Magnífico, la decoración de la villa di Spedaletto, en los alrededores de Volterra, donde se reunieron los mejores artistas florentinos de la época: Sandro Botticelli, Domenico Ghirlandaio, Filippino Lippi y Perugino. Las escenas, que tenían un carácter mitológico, se perdieron por completo. Aproximadamente en 1485 realizó el Tríptico Galitzin.
Entró en el círculo laurenciano, donde su pintura idealmente armónica no podía más que ser apreciada por la estrecha analogía con la filosofía de la Academia neoplatónica. A esta influencia se debió una obra de tema mitológico que se encuentra en el Louvre; tradicionalmente se le ha llamado Apolo y Marsias, si bien actualmente se tiende a identificar a la figura que está sentada con el pastor siciliano Dafnis. Aunque estilísticamente hay quien lo sitúa en torno al año 1500, se piensa que es obra de la época de Lorenzo el Magnífico (muerto en 1492), al cual irían dedicadas alusiones al laurel. Las figuras, inmersas en un paisaje de tranquila armonía, son dulcemente pulidas, y citan obras clásicas: si Apolo imita el Hermes de Praxíteles, la figura sentada (Marsias o Dafnis), recuerda al Ares de Lisipo.
La crisis desatada a la muerte de Lorenzo el Magnífico, con el restablecimiento de la República florentina enfervorizada por los sermones de Jerónimo Savonarola probablemente le afectaron solo indirectamente. No se aprecia un neto corte en su arte entre el modo anterior y los acontecimientos dramáticos de los años 1490. Después de todo, su arte estaba ya adaptado a la simplicidad e intensidad religiosa sin distracciones superfluas. Resultó entonces el pintor ideal de un lenguaje devocional hecho de formas simples, armoniosas y bellas, no austeras.

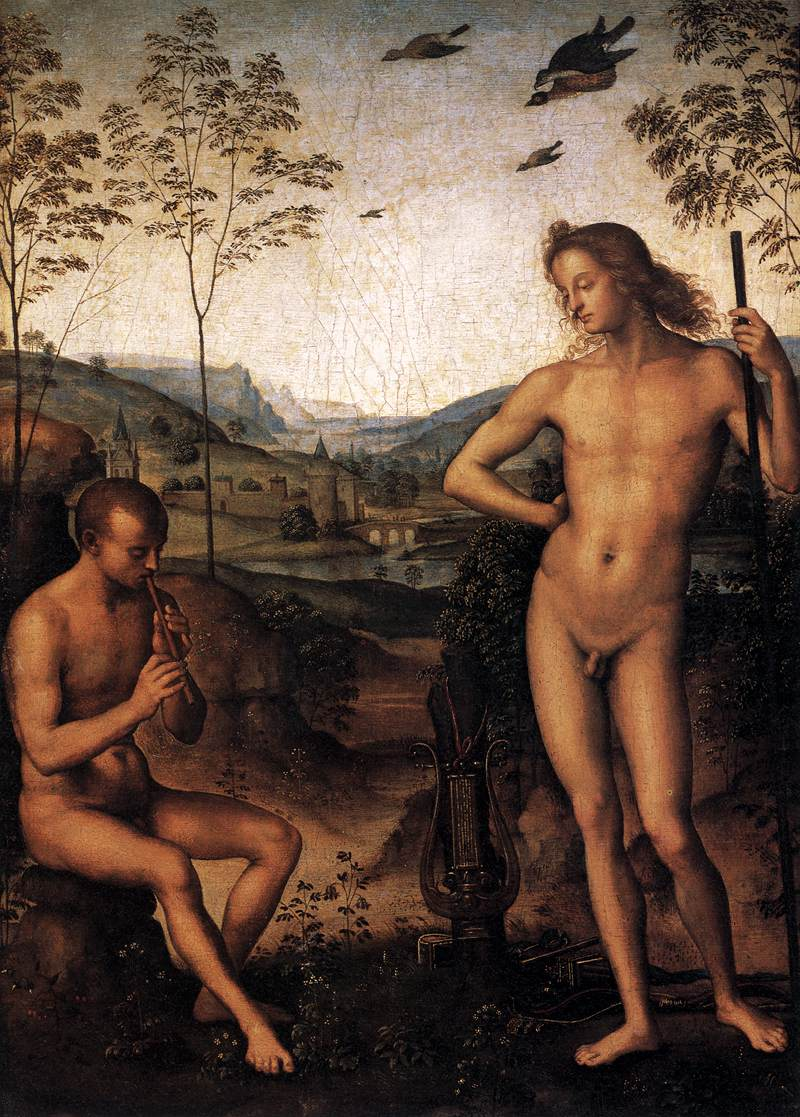
Apolo y Marsias (o Dafnis), h. 1490-1492, óleo sobre madera, 39 x 29 cm, Museo del Louvre, París.

Creó una serie de grandes tablas para el convento de los Ingesuati de San Giusto, situado fuera de las murallas de Florencia, frescos y pinturas sobre tabla: Crucifixión con Santos (h. 1485-1490), Cristo en el huerto (h. 1492) y Piedad (h. 1493-94). Son tablas realizadas en la época en que Savonarola pronunciaba sermones apocalípticos que aterrorizaban a la población. Pintó una Última Cena al fresco para el refectorio de las monjas de Fuligno. En estas obras comenzó a usar un encuadramiento arquitectónico de las figuras bajo un pórtico, a menudo de diseño idéntico, de las formas simples pero solemnes, abiertas sobre un paisaje que dilataba el espacio gracias al uso de la perspectiva aérea, a menudo llevado a una maestría con los delicados acordes de verde agua y de azules. Asumen una importancia cada vez mayor las figuras en primer plano, llegando a ser la medida que define las relaciones espaciales y volumétricas de todo el cuadro. Otro ejemplo de ello es La visión de San Bernardo (h. 1489-1494), realizada para la capilla que la familia Nasi tenía en Santa Maria Maddalena dei Pazzi de Florencia, con reminiscencias umbras en el tratamiento del paisaje que se abre en el centro del cuadro.
En Florencia se casó con Chiara Fancelli en 1493, modelo para tantas de sus Vírgenes. Para entonces su taller florentino superaba en fama incluso a los de los mejores pintores locales, como Sandro Botticelli, Filippino Lippi y Domenico Ghirlandaio, recibiendo incluso pedidos de otros principados a los que su fama se iba extendiendo.
El rostro de las Vírgenes en estos años noventa madura, resultan más simples y severas, en lugar de las jóvenes refinadas y elegantes de obras precedentes. Son ejemplo de ello la Virgen con el Niño y los Santos Juan Bautista y Sebastián pintada en 1493 para la iglesia de San Domenico de Fiésole y que actualmente se conserva en los Uffizi. Es ejemplo de su estilo suave, presentando a las figuras claramente bajo una arcada y es quizá la primera de la serie, o La Virgen con el Niño y dos santas (h. 1493-95), realizada para al tiempo que el perugino trabajaba en la iglesia de San Pedro en Perugia, estando Rafael en su taller, y que se conserva en el Kunsthistorisches. De 1493 a 1496 pintó al fresco la Crucifixión para el cabildo de Santa Maria Maddalena dei Pazzi (Florencia). De entre 1494 y 1495 es la Piedad para el convento florentino de monjas de Santa Clara, obra que actualmente se encuentra en la Galería Palatina del Palacio Pitti, una obra atípicamente descarnada que elude la piedad de Perugino, a veces demasiado fácilmente sentimental. Al año 1500 corresponde el Retablo de Vallombrosa de la Galería de la Academia.
En qué medida estas obras religiosas se correspondían con sus creencias personales o una adhesión a los principios morales de Savonarola es algo que se pueda saber. Vasari negaba que tuviera un verdadero interés en asuntos religiosos, recordando que en lugar de ello se dedicaba a los placeres terrenales, y que era incapaz de atender a razones en cuando a cuestiones como la inmortalidad del alma, en la que no creía. Vasari es la principal, aunque no única, autoridad por la que se dice que Perugino fue escasamente religioso, y es difícil no creerle cuando Vasari nació veinte años antes de la muerte de Perugino, y debió haber hablado con mucha gente que conoció bien al pintor de Umbría.

#### Perugia
También del taller de Perugia salieron numerosas obras maestras. Entre finales del año 1495 y 1496, el Retablo de los Decenviros, así llamado por ser un encargo de los decenviros de Perugia para la capilla del Palacio Público. De este retablo se conserva en la Pinacoteca Vaticana la Virgen con el Niño y los santos Lorenzo, Ludovico de Tolosa, Herculano y Constancio (1495-1496).
Mucho más refinado fue el políptico de la Ascensión de Cristo o Políptico de San Pedro, pintado alrededor de los años 1496–98 para la iglesia de San Pedro de Perugia, (actualmente en el Museo Municipal, Lyon). Esta obra fue desmembrada en el año 1591, después de la destrucción de la iglesia: en el centro estaba la Ascensión con la Virgen, los Apóstoles y los Ángeles, por encima Dios en la gloria, en la predela las tablas con la Adoración de los Magos, el Bautismo de Cristo, la Resurrección y dos paneles con los santos protectores de Perugia. En la predela, sobre la base de las columnas que flanqueaban la Ascensión, estaban colocados en seis paneles con santos benedictinos. Entre ellos se encontraban san Benito, santa Flavia y san Plácido (1496-1499), ambas en la Pinacoteca Vaticana.
En los años posteriores profundizó en estos aspectos de su arte, con una mayor maestría y con fórmulas plenamente «clásicas» en la representación de las figuras humanas. No obstante, no faltaron críticas, como la de Miguel Ángel, que le echó cara que era un «pintor torpe» (goffo nell arte): Vannucci lo demandó ante el Tribunal de los Ocho, pero sin éxito. Dispuesto a dar lo mejor de sí, produjo su obra maestra de la Virgen y Santos para la Cartuja de Pavía. La cronología no está clara, pero parece que el encargo que data de 1496 pero que no debió estar acabada hasta 1499. Filippino Lippi murió sin realizar el encargo y el propio Perugino tampoco lo acabó, y tuvo que completarse con dos tablas de Albertinelli. Actualmente está desamantelado y disperso entre diversos museos: la única porción conservada en la Cartuja es Dios Padre con querubines. Tres paneles se conservan en la National Gallery de Londres, donde están dispuestos en forma de tríptico: Madonna con san Miguel y san Rafael. Hay quienes ven en esta obra la mano de Rafael. Desde luego, aparece un modelo de Virgen que es la típica de Perugino y que después Rafael imitaría en sus obras: de ojos almendrados y boca pequeña pero carnosa.

#### El Collegio del Cambio

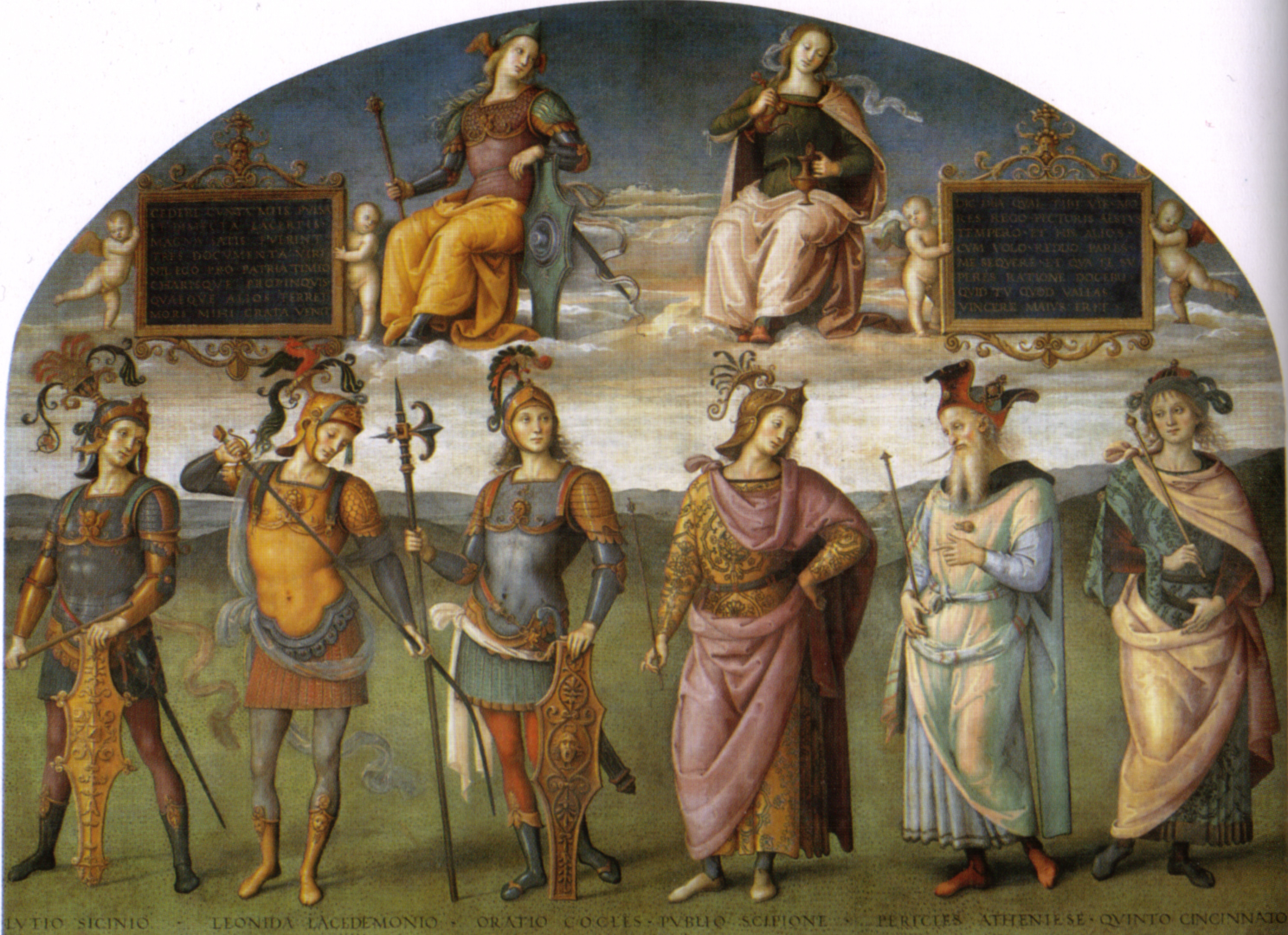
Fortaleza y Templanza sobre seis héroes antiguos; al pie los personajes están identificados, de izquierda a derecha, como Lucio Sicinio, Leónidas el Lacedemonio, Horacio Cocles, Publio Escipión, Pericles el Ateniense y Quinto Cincinato.

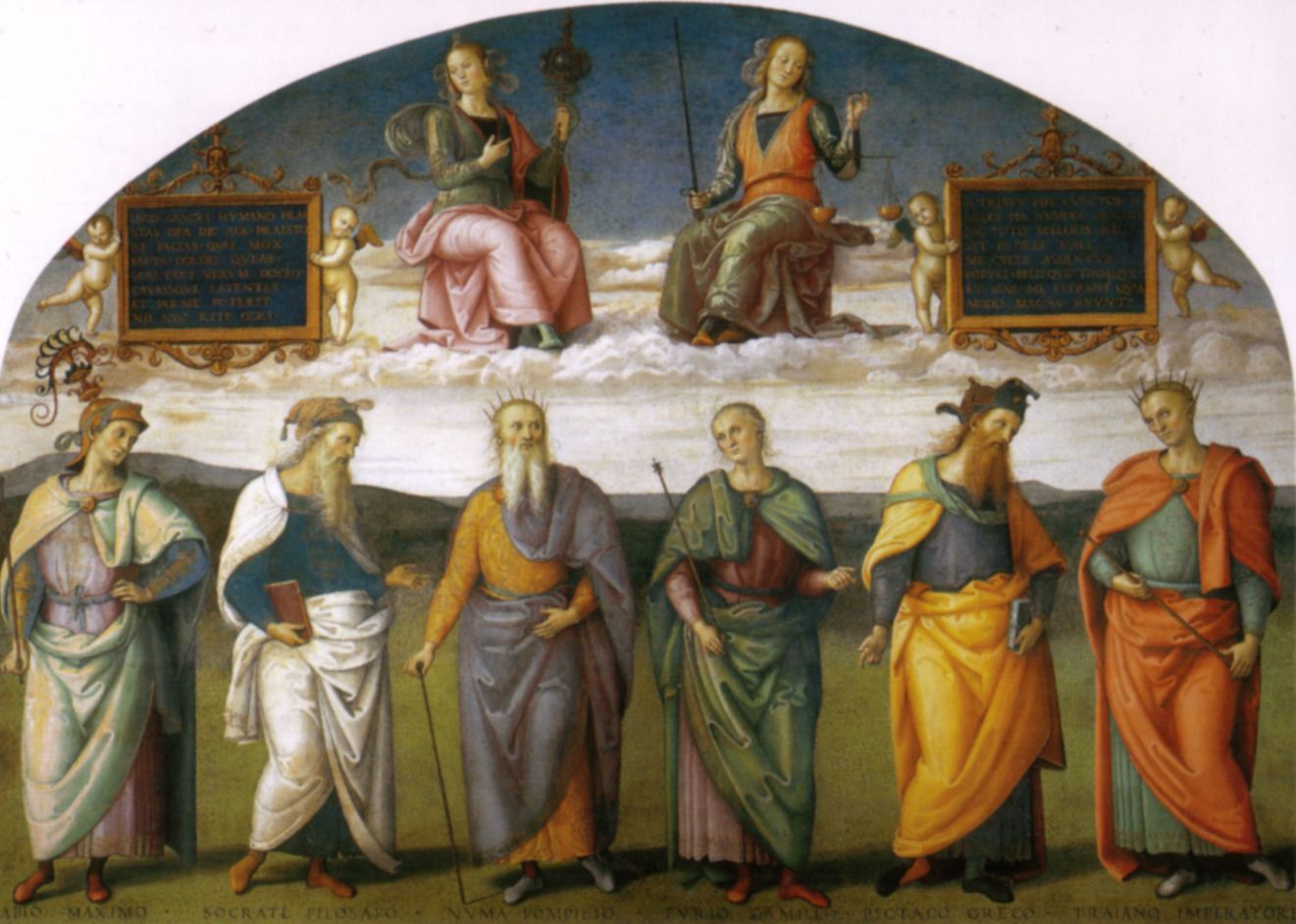
Prudencia y Justicia sobre seis sabios antiguos; al pie los personajes están identificados, de izquierda a derecha, como Fabio Máximo, Sócrates el Filósofo, Numa Pompilio, Furio Camilo, Pitágoras el Griego y Trajano el Emperador.

Mención especial merece la obra maestra, muy alabada por sus contemporáneos, realizada en la Sala del Cambio de Perugia. En 1496 la cofradía del cambio (cambistas o banqueros) de Perugia le pidió que decorara su sala de audiencias (sala dell'udienza). Perugino fue responsable de los dibujos y sus alumnos muy probablemente fueron los que lo ejecutaron. Añadió su autorretrato en forma de busto en la media pilastra de la sala, con unas palabras en las que él mismo se define como Petrus Perusinus egregius pictor, y está datada AD MD (1500 A.D.). En esta obra el pintor lleva al máximo sus posibilidades expresivas. Los conceptos literarios, humanísticos y clásicos son traspuestos en imágenes armónicas y serenas, rítmicamente alternadas en una progresión que recuerda a la composición musical. Los colores son brillantes pero sabiamente armonizados. La técnica muestra una pincelada que divide la luz en infinitos segmentos, que vibran descomponiéndose y recomponiéndose en el efecto final unitario. La iluminación teatral y la perspectiva estudiada suscitaron intensas emociones entre los contemporáneos. Aunque es una obra maestra, quedan en evidencia los límites de su arte: la reiteración de esquemas compositivos de repertorio y la dificultad de representar escenas narrativas dinámicas.
El humanista Francesco Maturanzio actuó como su asesor; el tema del ciclo es la concordancia entre la sabiduría pagana y la sabiduría cristiana. Comprendía la pintura de la bóveda con los siete planetas y los signos del Zodíaco, entre decoraciones de grutescos. Y en las paredes se representan dos temas sagrados: la Natividad y la Transfiguración; además, el Padre Eterno entre ángeles encima de un grupo con profetas y sibilas, las virtudes cardinales de la Prudencia y la Justicia sobre seis sabios antiguos y la Fortaleza y la Templaza sobre seis héroes antiguos, Catón como el emblema de la sabiduría, y numerosas figuras a tamaño natural de temas clásicos, profetas y sibilas aparecían en el programa.
En este momento el artista es ampliamente apreciado, influía con su lenguaje a muchísimos artistas, incluso ya célebres, que intentaban dar a su arte una dirección clasicista. Príncipes, gobernantes y grandes señores le hacían numerosos encargos, que debían ser realizados por el taller, con la creación de obras autógrafas solo moderadamente y en ocasiones determinadas. En ese taller se estaba formando por entonces el joven Rafael, cuyas obras de juventud a veces se confunden con las del Perugino. Rafael tomó del Perugino los fundamentos de su evolución posterior: la concepción de la perspectiva y la composición.

### Últimos años

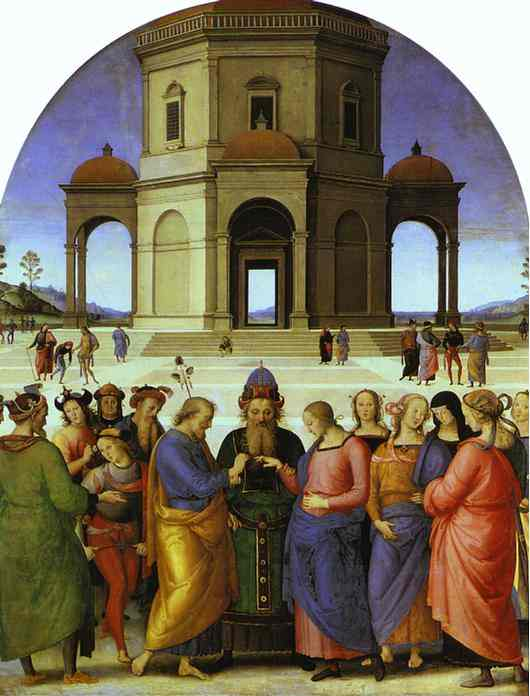
Los desposorios de la Virgen, cuadro atribuido tradicionalmente al Perugino, h. 1501 y 1504, óleo sobre tabla, 234 × 185 cm, Museo de Bellas Artes, Caen.

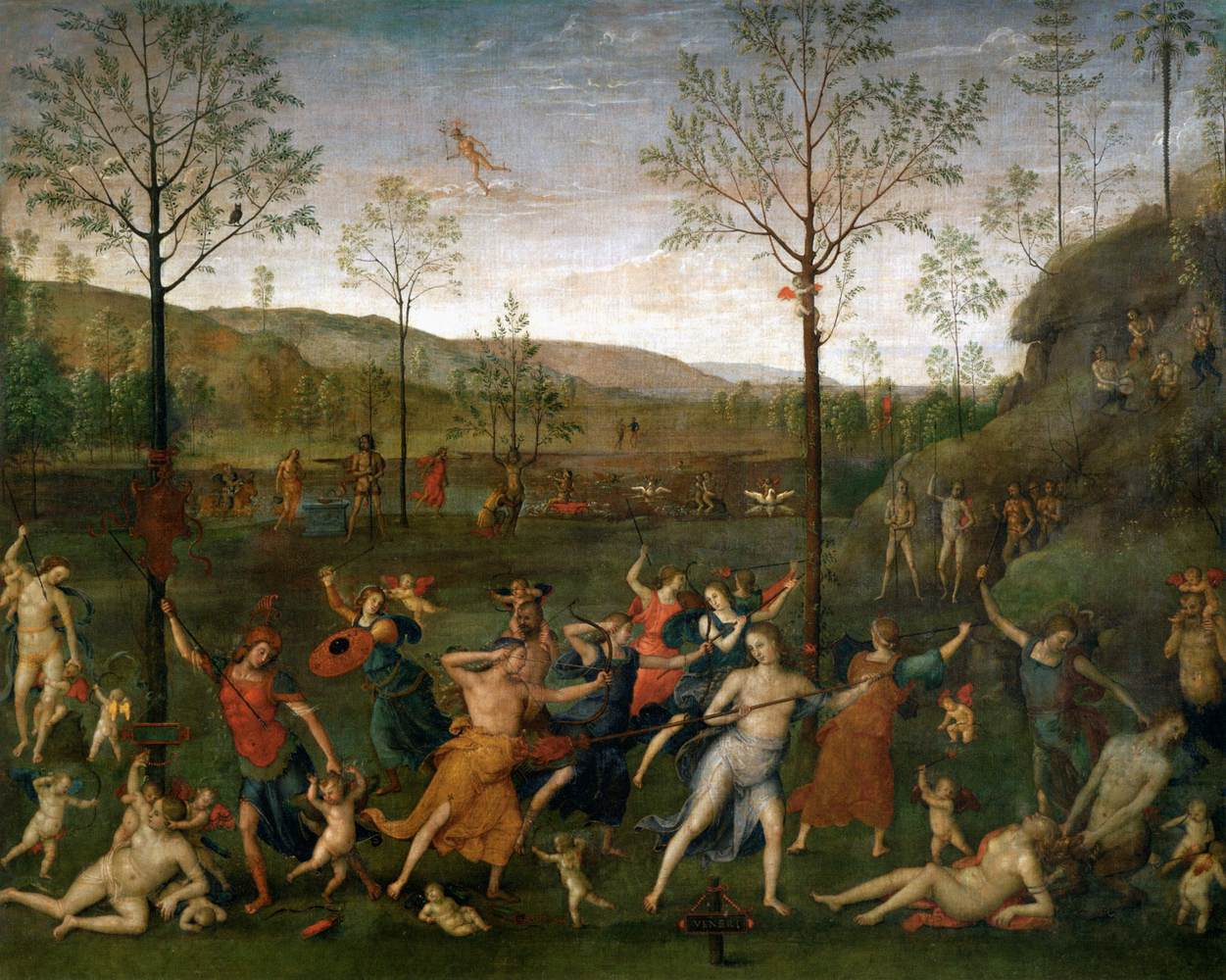
El combate entre el Amor y la Castidad, 1503, temple sobre tabla, 160 × 191 cm, Museo del Louvre, París.

En el paso entre uno y otro siglo el arte de Perugino había alcanzado su momento álgido. Es en esta época cuando retoma el esquema compositivo de La entrega de las llaves a San Pedro en Los desposorios de la Virgen (h. 1501-1504), realizada para la capilla del Santo Anello en la Catedral de Perugia y conservada en el museo de Caen. Indudablemente fue el modelo para la obra homónima de Rafael de fechas próximas y que se encuentra en la Pinacoteca de Brera en Milán. No obstante, actualmente la atribución está puesta en duda, considerando que puede ser de un discípulo, Lo Spagna.
Junto a estas grandes obras sigue produciendo pequeños cuadros para la devoción privada como la Virgen con el Niño de Washington (1501). Rara es entonces la producción en el campo miniaturístico, con la creación en este período del Martirio de san Sebastián en el códice de las Horae Albani, hoy en Londres, donde usó un estilo suelto.
Pero los gustos estaban cambiando y sus obras ya no gustaban como antes. En enero de 1503 la marquesa de Mantua, Isabel de Este, después de haber buscado a través de sus emisarios los mejores artistas activos en la plaza florentina, escogió al Perugino para realizar uno de los cuadros alegóricos para su Studiolo en el castello de San Giorgio, en Mantua. Se trata del episodio de El combate entre el Amor y la Castidad, que iba a insertarse en un complejo con otras obras de Andrea Mantegna y de otros pintores. Fue una obra muy trabajada, con la continua supervisión del mantuano Leonbruno. La marquesa, a la entrega, no quedó plenamente satisfecha. La animada escena resultó, aparte del paisaje, un poco liosa, no estando cómodo el artista con figuras de dimensiones pequeñas y con la representación del movimiento.
Lo mismo ocurrió con el retablo que hizo en Florencia para la Basílica de la Santísima Anunciada, del que tuvo que hacerse cargo a la muerte de Filippino Lippi en 1504. El resultado fue ferozmente criticado ya que repetía composiciones previas. Vasari relató que el pintor se defendió así: «He presentado en la obra las figuras que otras veces todos habéis alabado y que os habían complacido infinitamente: si ahora no os complacen, y no las alabáis más ¿qué puedo hacer yo?».
En efecto en aquellos años el Perugino había acentuado el uso y la reutilización de los mismos cartones, prevaleciendo la ejecución pictórica sobre la intervención. Pero con el nuevo siglo la variedad de invención era considerada un elemento fundamental de la creación artística, hasta el punto de marcar la diferencia entre los artistas de primera fila y los segundones. Perugino se vio superado, mientras se abría la época de los grandiosos éxitos de Leonardo da Vinci y, de ahí al poco, de los otros genios como Miguel Ángel y su alumno Rafael. No fue el único artista que se vio en dificultades para renovar el estilo propio y poder seguir la extraordinaria novedad de aquellos años: una crisis parecida la tuvieron también Luca Signorelli, Vittore Carpaccio y, por otras razones, Sandro Botticelli. En los grandes centros italianos (Florencia, Roma y Venecia) la novedad se manifestaba a menudo una después de otra, a un ritmo muy veloz y aquellas obras que no implicaban novedad eran rechazadas. El Retablo de la Anunciada fue la última obra florentina de Perugino.

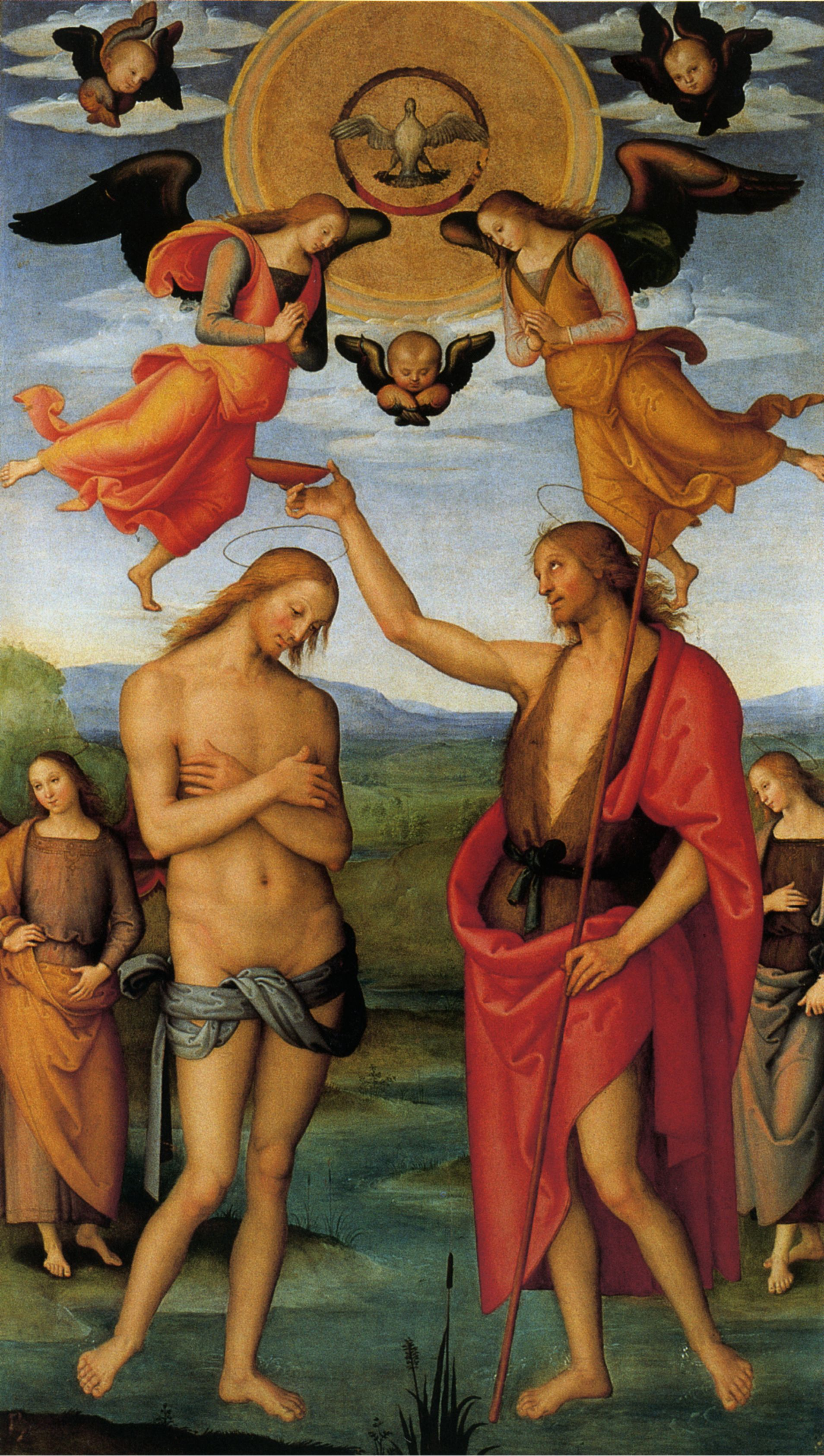
Bautismo de Cristo, realizado en la primera fase del Retablo de San Agustín, 1502-1512, óleo sobre tabla, 261 × 146 cm, Galería Nacional de Umbría, Perugia.

Hacia el año 1506 abandonó definitivamente Florencia, marchando a Perugia. En 1507, a pesar de estar en época de decadencia, creó una de sus mejores obras, la Virgen entre San Jerónimo y San Francisco, actualmente en el Palazzo Della Penna de Perugia. El papa Julio II llamó a Perugino para pintar la estancia del Incendio del Borgo en el Palacio Apostólico del Vaticano. Pintó cuatro tondos con la Santísima Trinidad, el Creador en el trono entre ángeles y querubines, Cristo como Sol Iustitiae y Cristo tentado por el demonio, Cristo entre la Misericordia y la Justicia (1508). Pero ni siquiera el papa quedó plenamente satisfecho, y pronto prefirió a un competidor más joven, Rafael, que había sido formado por Perugino. Vannucci se retiró de Roma en 1512.
Exiliado de los grandes centros artísticos, Perugino trabajó en los pequeños centros de la Umbría, donde su estilo aún se apreciaba. Se produjo no obstante un progresivo empobrecimiento de su arte, que reiteraba composiciones previas con más éxito. La participación de ayudantes explica las desigualdades de calidad de las pinturas de estos años. Sería, sin embargo, una equivocación considerar las obras de los últimos veinte años de la vida de Perugino como una simple serie de obras repetitivas y monótonas, no faltando incluso ejemplos de grandeza y genialidad, quedando siempre altísimo el nivel de la técnica pictórica, como el Políptico de San Agustín, que pintó en dos fases, lo que permitió datar otras obras siguiendo la evolución del maestro a lo largo de los años 1512 a 1517; actualmente se encuentra disperso.
La última producción de Perugino está ligada sobre todo a frescos devocionales en pequeñas ciudades de la Umbría: la Piedad de Spello y la Adoración de los Pastores para la Madonna delle Lacrime en Trevi (1521, firmada y datada), cuya Virgen fue repetida incluso en la Virgen en el trono siempre en Spello y en la Virgen con Niño en el oratorio de la Anunciada en Fontignano, alrededor de Perugia, su última obra.
Aún estaba en Fontignano cuando murió por la peste. Como otras víctimas, fue enterrado de manera precipitada en un terreno no consagrado, siendo desconocido actualmente el lugar exacto. Murió en posesión de una considerable propiedad, dejando tres hijos.
El alumno más destacado que tuvo fue Rafael, en cuyas primeras obras es más notable la influencia de Perugino. También fue alumno suyo Giovanni di Pietro (llamado lo Spagna).

## Estilo
El Perugino fue el iniciador de un nuevo modo de pintar que fue llamado maniera moderna («estilo moderno»), marcando el gusto de toda una época. Las características principales del nuevo estilo son: la pureza formal, la serenidad de las composiciones de gran tamaño, el dibujo bien definido y elegante, el color claro, lleno de luz y con refinadas modulaciones del claroscuro, los personajes liberados de características terrenales e investidos de un «aire angelical y muy dulce».
Su arte está hecho de armonías y silencios, de colores dulcemente esfumados, de perspectivas atentamente estudiadas, de figuras llenas de gracia delicada y dulce melancolía, de equilibrio ideal.

## El empresario y el papel del taller

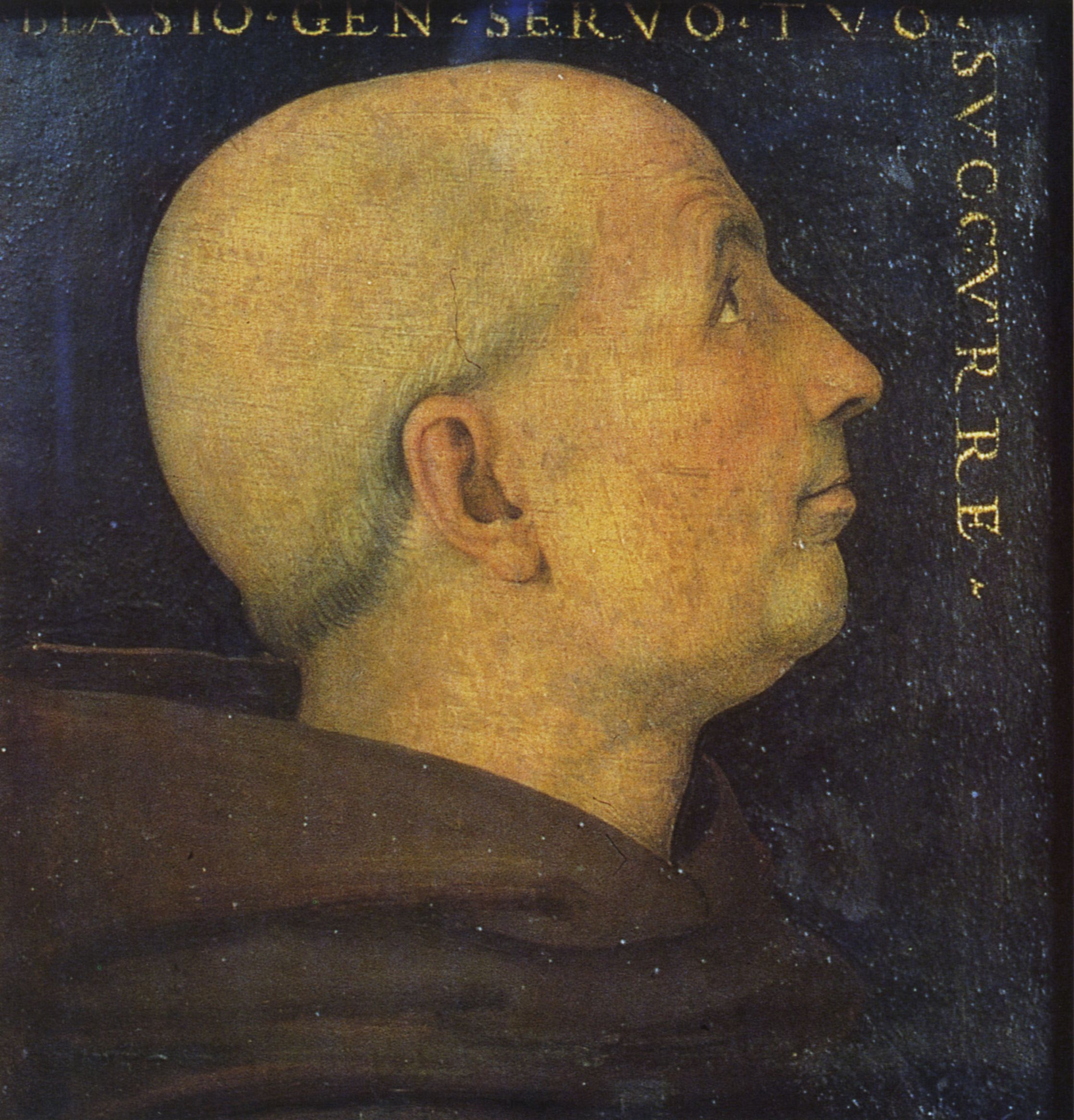
Retrato de don Biagio Milanesi, 1500, óleo sobre tabla, 28 × 26 cm, Galería de los Uffizi, Florencia.

A lo largo de su vida, Perugino fue un trabajador infatigable y un óptimo organizador del taller, dejando numerosísimas obras. Algunos consideran que fue el primer artista-«empresario», capaz de gestionar al mismo tiempo dos activísimos talleres: uno en Florencia abierta desde los años setenta del siglo XV, donde se formaron Rafael, Rocco Zoppo y el Bacchiacca, y otro en Perugia, abierto en el año 1501, del que salió toda una generación de pintores de la escuela umbra que difundieron ampliamente su lenguaje artístico. Además, Perugino recibía numerosos encargos que procedían de otras ciudades de Italia, como Lucca, Cremona, Venecia, Bolonia, Ferrara, Milán y Mantua, sin olvidar sus importantes estancias en Roma y en las Marcas.
Para garantizarse un trabajo continuo, Perugino había organizado ampliamente las fases de la producción artística y el recurso a los ayudantes. Las obras se comenzaban, se suspendían y luego se retomaban varias veces, de manera que llevaban adelante muchos encargos sin quedarse jamás sin trabajo. El maestro se reservaba las partes de mayor complejidad y prestigio, mientras que algunas partes accesorias, como los fondos y las predelas se confiaban a los asistentes, de manera que se aceleraba el tiempo de la ejecución. El diseño de la composición eran siempre del maestro, que creaba esquemas gráficos y los cartones preparatorios.
La intervención de muchas manos en una sola pintura se organizaba de manera que no decayera la calidad y la unidad de la obra, siguiendo el mismo estilo.
La repetición frecuente de temas y composiciones no era considerada entonces una falta de inventiva, sino que incluso era buscada específicamente por los clientes.

## Valoración por la crítica

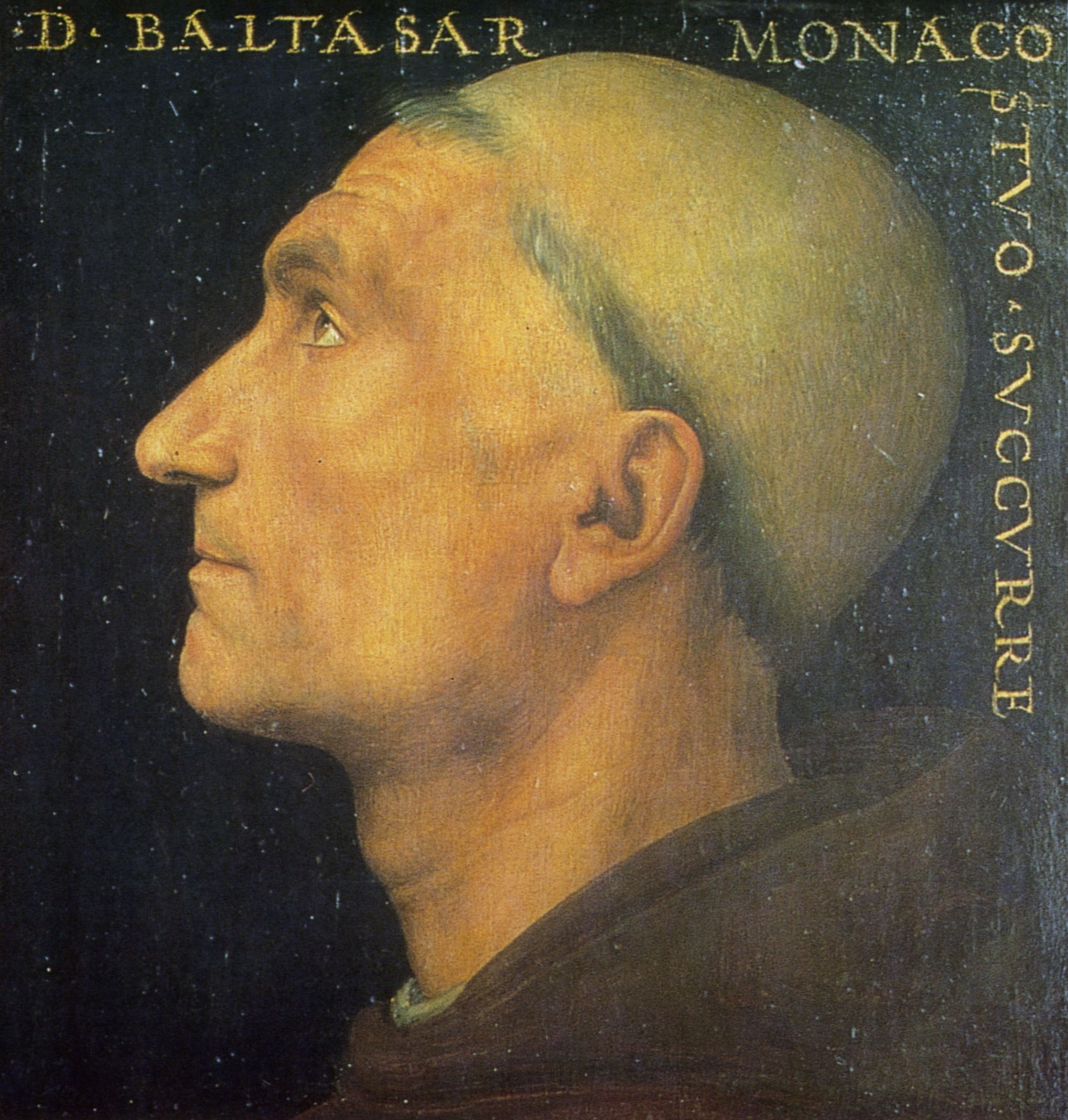
Retrato de Fra Baldassarre, 1500, óleo sobre tabla, 26 × 27 cm, Galería de los Uffizi, Florencia.

Los contemporáneos de Pietro Vannucci lo consideraron como el más grande entre los protagonistas de aquella renovación del arte italiano en el apogeo del Renacimiento, entre las últimas décadas del siglo XV y principios del XVI. Sus innovaciones y el extraordinario nivel de calidad de su arte fueron bien comprendidos, tanto que a finales del siglo XV era considerado unánimemente el más grande pintor de Italia. Por ejemplo, Agostino Chigi, en una carta destinada a su padre Mariano datada el 7 de noviembre de 1500, describe al Perugino como «el mejor maestro de Italia», y Vasari, en sus Vidas de artistas del año 1568 escribió cómo su pintura «tanto gustaba en su época, que muchos vinieron de Francia, de España, de Alemania y de otras provincias para aprenderla».
Tras una época dorada, su arte sufrió una crisis, siendo mal conocido y criticado, acusado de formalismo, reiteración e hipocresía. En la base de estos cambios estuvo el fracaso de obras como El combate entre el Amor y la Castidad para la marquesa de Mantua o el Retablo de la Santísima Anunciada para Florencia.
Solo con los estudios de los siglos XIX y XX, su figura se ubicó en el puesto que legítimamente merecía dentro del arte italiano, volviendo a comprender su capacidad innovadora. Pronto los estudios científicos sobre el autor han conocido de nuevo fases de estancamiento, atención marginal e incomprensión. Con la difusión de las vanguardias históricas y con las revoluciones del arte contemporáneo, Perugino, como exponente del gusto «clásico», ha sido a menudo despreciado, ya que estaba lejos de los cánones del gusto contemporáneo.
Más recientemente se ha renovado el interés por su arte, pero ligado sobre todo al resurgir de los estudios sobre el joven Rafael, o con aportaciones específicas y sectoriales que siguen sin aportar un cuadro completo de la importancia histórico artística de este pintor. Una ocasión para redescubrirlo fue la gran exposición monográfica sobre el pintor que le fue dedicada por la Galería Nacional de Umbría en el año 2004.

## Obras principales
- Crucifixión (el tríptico Galitzin, años 1480) — pintado para San Domenico en San Gimignano, National Gallery de Washington
- Entrega de las llaves a San Pedro (1481–1482) — Fresco, 335 × 600 cm, Capilla Sixtina, Ciudad del Vaticano
- Cristo en el huerto (h. 1483-1495) — Óleo sobre tabla, 166 × 171 cm, Galería de los Uffizi, Florencia
- Piedad (1483-1495) — Óleo sobre tabla, 168 × 176 cm, Galería de los Uffizi, Florencia
- San Sebastián (h. 1490) — Óleo sobre tabla, 174 × 88 cm, Museo Nacional, Estocolmo
- Madonna (1490) — 90 × 66 cm, Museo de Capodimonte, Nápoles
- Apolo y Marsias (h. 1490-1492) — Óleo sobre tabla, 39 × 29 cm, Museo del Louvre, París
- San Sebastián (h. 1490–1500) — Panel, 176 × 116 cm, Louvre, París
- Virgen con el Niño entre los Santos Juan Bautista y Sebastián (1493) — Óleo sobre tabla, 178 × 164 cm, Galería de los Uffizi, Florencia
- La Virgen con el Niño y dos santas (1493) — Óleo sobre tabla, 86,5 × 63 cm, Kunsthistorisches, Viena
- La visión de San Bernardo (1493) — Óleo sobre tabla, 173 × 170 cm, Alte Pinakothek, Múnich
- San Sebastián (1493–1494) — Óleo y temple sobre tabla, 53,5 × 39,5 cm, Museo del Ermitage, San Petersburgo
- Retrato de Francesco delle Opere (1494) — Temple sobre tabla, 52 × 44 cm, Galería de los Uffizi, Florencia
- Crucifixión (1494-1496) — Fresco, 480 × 812 cm, iglesia de Santa Maria Maddalena dei Pazzi, Florencia
- Retrato de muchacho (h. 1495) — Óleo sobre tabla, 37 × 26 cm, Galería de los Uffizi, Florencia
- San Benedicto. Santa Flavia. San Plácido (1495-1498) — Óleo sobre tabla, Pinacoteca Vaticana, Ciudad del Vaticano
- Madonna (h. 1497) — Óleo sobre tabla,, 44 × 34 cm, Galería Borghese, Roma
- Frescos del Collegio del Cambio en Perugia (1497-1500) — Frescos, Collegio del Cambio, Perugia
- Madonna con san Miguel y san Rafael (h. 1499) — Óleo sobre tabla, 126,5 × 58 cm, Galería Nacional, Londres
- Pala di Vallombrosa (1500) — Óleo sobre tabla, 415 × 246 cm, Galleria dell'Accademia, Florencia
  - Retrato de don Biagio Milanesi (1500) — Óleo sobre tabla, 28 × 26 cm, Galería de los Uffizi, Florencia
  - Retrato de Fra Baldassarre (1500) — Óleo sobre tabla, 26 × 27 cm, Galería de los Uffizi, Florencia
- Matrimonio de la Virgen (1500–1504) — Óleo sobre tabla, 234 × 185, Musée des Beaux-Arts, Caen
- El Arcángel y Tobías (1500–1505) — Óleo y temple sobre tabla, 113,3 × 56,5 cm, Galería Nacional de Londres
- San Sebastián atado a una columna (h. 1500–1510) — Óleo sobre lienzo, 181 × 115 cm, Museo de Arte de São Paulo, São Paulo, Brasil
- El combate entre el Amor y la Castidad (1503) — Temple sobre tabla, 160 x 191 cm, Museo del Lovre, París
- (Perugino y ayudantes): Martirio de San Sebastián (h. 1506) — Óleo sobre tabla, 110 × 62 cm, Galería Borghese, Roma
- Bautismo de Cristo (1510) — Óleo sobre tabla, duomo de Città della Pieve
- La Natividad: la Virgen, San José y los pastores adorando al Niño Jesús (h. 1522) — Fresco transferido a lienzo desde S. Maria Assunta, en Fontignano, 254 x 594 cm, Museo de Victoria y Alberto, Londres
- Virgen coronada por ángeles (1523) Museo Nacional de San Carlos Ciudad de México